# Дубенец (Брянская область)
Дубене́ц — деревня в Красногорском районе Брянской области России. Входит в состав Красногорского городского поселения.

## География
Деревня находится в западной части Брянской области, в зоне хвойно-широколиственных лесов, в пределах восточной окраины Полесской низменности, на берегах реки Дубенец, при автодороге 15К-426, на расстоянии примерно 6 километров (по прямой) к востоку от посёлка городского типа Красная Гора, административного центра района. Абсолютная высота — 155 метров над уровнем моря.

### Климат
Климат характеризуется как умеренно континентальный. Среднегодовая многолетняя температура воздуха составляет 10 °С. Средняя температура воздуха самого тёплого месяца (июля) — 23,9 °C (абсолютный максимум — 32 °C); самого холодного (января) — −3,8 °C (абсолютный минимум — −25 °C). Безморозный период длится в среднем 170—190 дней. Среднегодовое количество атмосферных осадков составляет 550—600 мм.

### Часовой пояс
Деревня Дубенец, как и вся Брянская область, находится в часовой зоне МСК (московское время). Смещение применяемого времени относительно UTC составляет +3:00.

## История
Основана П.Корецким в первой половине XVIII века как слобода; позднее во владении Кулябок-Корецких (казачьего населения не имела). До 1781 входила в Новоместскую сотню Стародубского полка; с 1782 по 1921 в Суражском повете, уезде (с 1861 - в составе Уношевской волости); в 1921-1929 в Клинцовском уезде (Уношевская, с 1924 Красногорская волость). В XIX веке к западу от деревни была основана одноименная еврейская слобода (позднее объединена с деревней). В середине XX века - колхоз "Красный Дубенец". До 1954 - центр Дубенецкоro сельсовета, в 1954-2005 в Батуровском сельсовете.

## Население
| 2010 | 2013 |
| ---- | ---- |
| 91   | ↗157 |

### Национальный состав
590 человек (1926), в национальной структуре населения русские составляли 99 % из 156 человек (2002).